# Rosa Maria Esteva Grewe
Rosa Maria Esteva Grewe (Barcelona, 1942) és una empresària catalana del sector de la restauració. Es la fundadora del grup Tragaluz, que gestiona una vintena de restaurants i una plantilla de 900 persones, el qual va vendre el 2019. El seu primer restaurant, obert el 1986, quan ja passava els 40 anys, fou el Mordisco.
El 2018 va rebre el premi Mujer Empresaria Líder que atorga la Federación Española de Mujeres Directivas, Ejecutivas, Profesionales y Empresarias.  El 2025 fou inclosa a la llista Forbes de les 100 dones més influents de Catalunya.